# II koncert fortepianowy Chopina
II Koncert fortepianowy f-moll op. 21 – koncert na fortepian z akompaniamentem orkiestry symfonicznej, skomponowany przez Fryderyka Chopina w 1829.

## Historia
Jego prawykonanie odbyło się 17 marca 1830 w Warszawie (partię solową wykonał wtedy sam kompozytor). Mimo iż został on napisany wcześniej niż I koncert fortepianowy e-moll op. 11, to jednak nazywany jest „drugim” z powodu późniejszego opusu.
Część drugą, Larghetto, kompozytor pisał pod natchnieniem swej pierwszej miłości.

## Części koncertu
Utwór posiada budowę trzyczęściową typową dla koncertu instrumentalnego:
- I Maestoso (w tonacji f-moll)
- II Larghetto (w tonacji pokrewnej f-moll - As-dur)
- III Allegro vivace (w tonacji f-moll)

W finale (części trzeciej) skrzypce grają col legno (uderzają drzewcem smyczka w struny) akompaniując fortepianowi grającemu melodię w rytmie mazurka.
W zbiorach Biblioteki Narodowej znajduje się rękopis koncertu, w którym partie fortepianowe (trzecia i czwarta pięciolinia od dołu) zapisane zostały przez Chopina własnoręcznie. Partytura przez długi czas znajdowała się w archiwum firmy Breitkopf & Härtel, wydawcy dzieł Chopina. W 1936 została zakupiona wraz z innymi pamiątkami po kompozytorze przez Polskę, zaś w 1938 przekazana do Biblioteki Narodowej. Przed II wojny światowej przewieziony został razem ze skarbcem do Kanady, skąd powrócił w roku 1959. Od 2024 prezentowany jest na wystawie stałej w Pałacu Rzeczypospolitej.